# 久留米藩難事件
久留米藩難事件（くるめはんなんじけん）は、明治初期の久留米藩で発生した明治政府への反乱未遂事件。1870年（明治3年）から1871年（明治4年）にかけて、久留米藩尊王攘夷派政権が大楽源太郎を庇護してから、久留米に政府軍が派遣されて関係者が処分されるまでの一連の出来事を指す。大楽が関わった全国的な広がりを持つ反政府運動の一部であり、九州地方における士族反乱の端緒という評価もある。大楽源太郎事件、久留米藩明四事件などとも呼ばれ、また久留米地域の地方史では単に藩難や藩難事件、あるいは辛未の藩難とも称される。

## 前史

### 幕末の久留米藩
江戸時代後期の久留米藩では、水天宮祠官の真木保臣（真木和泉）らによって水戸学・尊王思想が広がり、藩内に「天保学派」と言われるグループが形成されて藩政改革が試みられた。しかし藩主有馬頼永の後継問題をめぐり「天保学派」は「内同志」と「外同志」に分裂して厳しく対立。嘉永5年（1852年）、「嘉永の大獄」と呼ばれる政変が発生し、真木を指導者とする「外同志」は失脚した。有馬慶頼（大政奉還後に改名し有馬頼咸）を藩主とする幕末期の久留米藩は、不破正寛（不破美作）・今井栄ら「内同志」が門閥派と提携して執政にあたり、佐幕開明路線を取った。
政争に敗れた「外同志」（以後、「尊王攘夷派」）は迫害を受け、指導者である真木は山梔窩で蟄居を余儀なくされた。尊王攘夷派の謹慎は10年余りに及んだが文久3年（1863年）に解除され、真木や水野正名らは京都に上って国事に奔走することになる。元治元年（1864年）の禁門の変で真木が敗死すると、水野が久留米藩尊王攘夷派の領袖となった。

### 久留米藩尊王攘夷派政権
大政奉還後、久留米藩の尊王攘夷派は勢いを盛り返した。明治元年（1868年）1月26日、小河真文・佐々金平ら少壮藩士のグループ（「明治勤王党」と称される）が参政不破正寛を襲撃・殺害し、藩主に対して「斬奸趣意書」と藩政改革に関する意見書を提出。2月、水野正名は久留米藩参政に復帰。水野は尊王攘夷派政権を樹立し、今井栄らに切腹を命じるなど佐幕開明派を粛清した。明治元年5月、水野は佐々金平の建言を受け、長州藩奇兵隊をモデルとして、藩正規軍とは別に武士・農民・町民を混成した応変隊を編成し、箱館戦争に派遣した。
明治2年（1869年）6月17日、水野正名は版籍奉還にともない久留米藩大参事となった。一方で、応変隊や、新たに編成された七生隊といった過激な私兵集団が勢いを持ち、水野にも抑制が困難になっていったとされる。

## 事件の展開

### 大楽源太郎の庇護と政府転覆計画
明治3年（1870年）9月、山口藩で奇兵隊の反乱（脱隊騒動）を起こして敗れた大楽源太郎は、古松簡二を頼って久留米に逃れた。
明治政府の「開国和親」に不満を持っていた応変隊幹部の小河真文は大楽を庇護し、大楽は庄屋宅などを転々としながら匿われた。久留米藩の応変隊や七生隊は反政府運動を展開した。また、大楽は公卿の愛宕通旭・外山光輔が図っていた明治政府転覆計画（二卿事件参照）とも関わりを持っており、久留米藩尊王攘夷派政権もこれに加わった。
しかし明治4年（1871年）、この政府転覆計画は露見した。

### 政府軍の出動と関係者の処分
明治4年（1871年）3月10日、東京の久留米藩邸は政府に接収され、知藩事の有馬頼咸は弾正台の取り調べを受けた。また、政府は巡察使四条隆謌少将率いる軍を久留米に派遣し、事態の糾明にあたった。
大楽は知藩事の有馬頼咸と面会したこともあり、久留米藩のつながりを隠匿するために、藩士島田荘太郎らは3月16日夜に大楽を筑後川河畔で殺害した。
首謀者とされた小河真文は斬首、水野正名（元久留米藩大参事）・吉田博文（元久留米藩権大参事）・寺崎三矢吉（荘島村庄屋）の3名が終身禁錮、島田荘太郎は禁錮10年などの処分を下され、知藩事有馬頼咸も謹慎が命じられるなど、久留米藩の処分者は50名余りを数えた。

## その後
水野正名・古松簡二は獄死した。

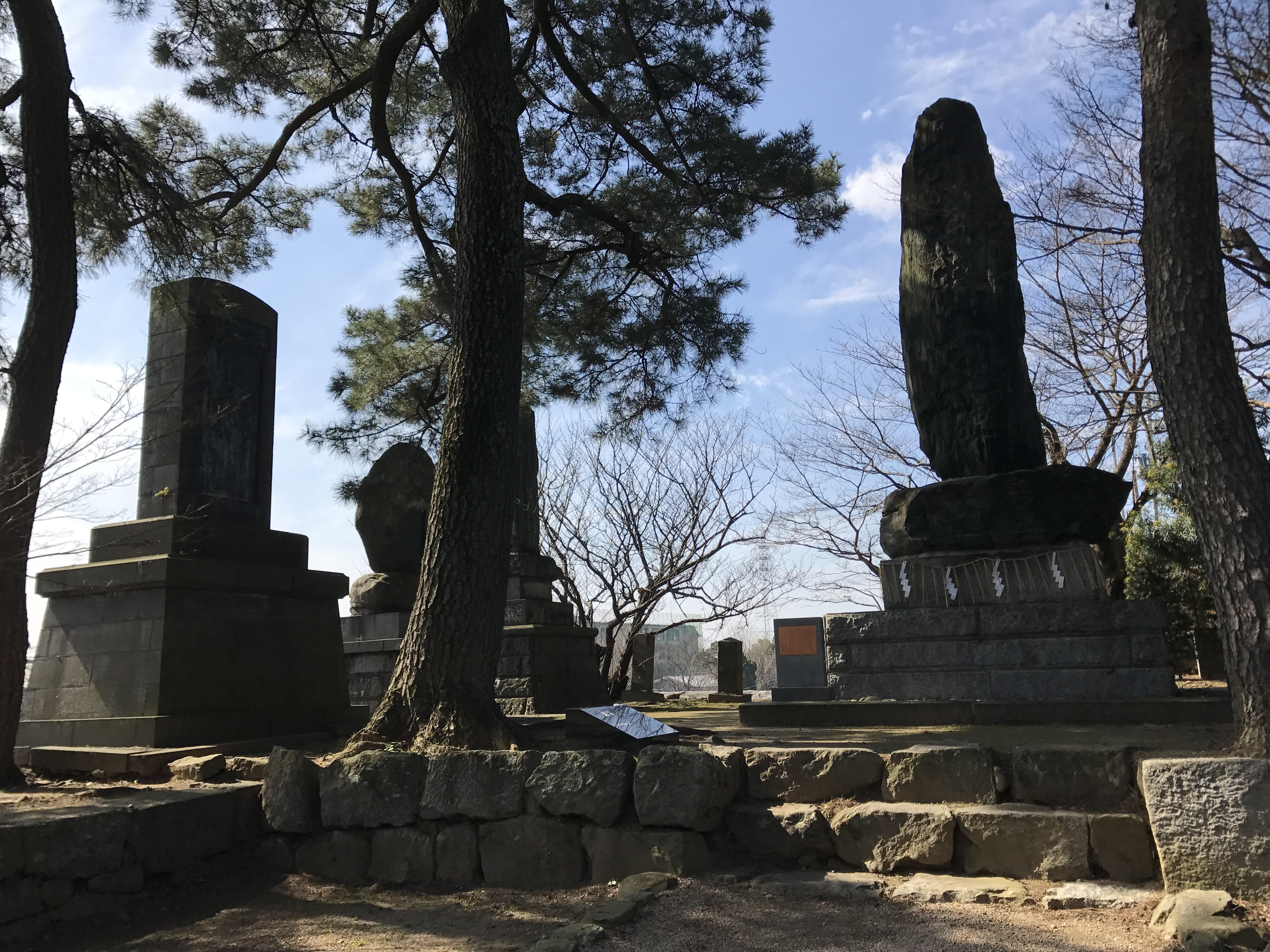
久留米城跡・篠山神社の石碑。右端に見えるのが「西海忠士之碑」。左端に見えるのは「水野正名先生之碑」で、その右側（写真では木の背後になっている）には「小河真文先生之碑」「戊辰役従軍記念碑」が並ぶ。

1878年（明治11年）、禁錮7年の刑を終えた松村雄之進は、多くの久留米藩士を率い、安積開拓の第一陣として福島県郡山盆地に移住した。
1892年（明治25年）、久留米城跡の篠山神社に、藩難事件の犠牲者を追悼し名誉回復を図る「西海忠士之碑」が建立された。その後、小河真文や水野正名の顕彰碑も立てられている。